# Degeberga
Degeberga is een dorp in de gemeente Kristianstad in de Zweedse provincie Skåne. Het dorp heeft een oppervlakte van 175 hectare en een inwoneraantal van 1.291 (2010).
In de buurt van Degeberga ligt Forsakar, de hoogste waterval van Skåne met een hoogte van in totaal 18 meter. Naast de ingang van dit nationaal park ligt een openluchtzwembad met onder andere een 50 meter lang wedstrijdzwembad.

## Verkeer en vervoer
Bij de plaats loopt de Riksväg 19.
De plaats had vroeger een station aan de Östra Skånes Järnvägar.

## Inwoneraantal in verschillende jaren
| Jaar | Inwoneraantal |
| ---- | ------------- |
| 1990 | 1406          |
| 1995 | 1364          |
| 2000 | 1346          |
| 2002 | 1308          |
| 2004 | 1325          |